# CT Presidente José de Andrade Médicis
O Centro de Treinamento Presidente José de Andrade Médicis, mais conhecido como CT do Sport, é o CT do Sport Club do Recife.
O Centro de Treinamento José de Andrade Médicis, localizado no bairro da Guabiraba, zona norte do Recife, é a moderna instalação de treinamento do Sport Club do Recife. Situado em uma área de 8,4 hectares dentro da exuberante Mata Atlântica, o CT fica a 25 km da Ilha do Retiro e foi adquirido em 2008 por R$ 2 milhões.
O local está equipado com cinco campos oficiais, dois hotéis, centros médico e de fisioterapia, vestiários, uma academia de musculação, estúdio de pilates, piscinas térmicas, um auditório, restaurante e sala de imprensa. Esta infraestrutura de ponta serve tanto aos profissionais quanto aos jovens das categorias de base, proporcionando um ambiente ideal para o desenvolvimento e preparação dos atletas.
O Centro de Treinamento, originalmente, pertencia ao Intercontinental, essa a equipe foi extinta, o Leão passou a alugar o espaço, que na época só havia apenas os campos oficiais. A oportunidade de compra surgiu em 2008, quando Sport negociou o ex-volante Daniel Paulista para o futebol europeu. O CT passou a pertencer juridicamente à Associação de Contribuintes do Sport, criada para proteger o referido patrimônio do clube, contra possíveis bloqueios judiciais.
Em Abril de 2024 foi realizou a aquisição em definitivo do patrimônio, quando foi assinado o contrato de transferência para o CNPJ do clube.